# Yvan Lagrange
Pour les articles homonymes, voir Lagrange.
Yvan Lagrange, né le 3 janvier 1950 à Paris, mort le 25 avril 2024 à Saint-Michel (Charente), est un réalisateur français. Il joue dans la plupart de ses films.

## Biographie
Il est le petit-fils de l'homme politique Léo Lagrange et le neveu du chef-opérateur Ghislain Cloquet. Il réalise son premier court-métrage, Le Sourire bleu, en 1967, à 17 ans.
À 22 ans, il réalise Tristan et Iseult, produit par Pierre Cardin et dont la bande-son est signée par Christian Vander et Magma. « Révélation prodige » pour Les Nouvelles littéraires, son film est sélectionné pour la réalisation au festival de Cannes 1973 (en section parallèle).
L’Idole des jeunes, film musical où il joue Johnny Hallyday, est nommé pour la sélection Un certain regard du même festival, en 1976.

## Filmographie

### Réalisateur

#### Longs métrages
- 1971 : La Famille
- 1972 : Tristan et Iseult, qui a connu une restauration par le CNC[6]
- 1974 : Dérive
- 1975 : Paradise Hotel
- 1975 : L'Héroïne de l’enfance
- 1976 : L’Idole des jeunes

* 1983 : Souvenirs[réf. nécessaire]

#### Courts métrages
- 1970 : La famille
- 1970 : Renaissance
- 1979 : Maria et Gaël
- 1979 : Les chevaux du ciel
- 1979 : La sonde du voyageur
- 1979 : L'aube
- 1980 : Little Babylon
- 1983 : La Citadelle engloutie
- 1985 : Jésus Cola
- 1985 : Daphnis et Chloée (Atlantide)
- 1987 : Atlantide II
- 1987 : Agua Azul
- 1988 : Les enfants de l'aube
- 1988 : Little Babylon II

### Acteur (en dehors de ses propres films)
- 1968 : Au pan coupé , de Guy Gilles
- 1971 : La Ville bidon ou La Décharge de Jacques Baratier
- 1972 : What a Flash ! de Jean-Michel Barjol